# Charadrius dubius
Il corriere piccolo (Charadrius dubius Scopoli, 1786) è un uccello migratore della famiglia Charadriidae.

## Descrizione
È un piccolo limicolo dal becco corto e scuro e zampe rosate non particolarmente lunghe, con parti inferiori bianche e parti superiori marrone chiaro. Il capo ha un complicato disegno bianco e nero evidente soprattutto nel maschio adulto in piumaggio estivo.
È lungo circa 15 - 18 cm, con un'apertura alare che può raggiungere i 35 cm.

## Biologia
Il corriere piccolo è carnivoro, e si ciba soprattutto di insetti (specialmente le larve), piccoli crostacei, molluschi e vermi.
Il nido viene ricavato scavando una buca poco profonda nel terreno sabbioso.
Nidifica tra aprile e giugno, poi migra verso le aree di svernamento, dove arriverà entro settembre. La migrazione di ritorno avviene intorno a marzo. Si sposta generalmente da solo o in piccoli gruppi da non più di 10 individui, e anche durante la nidificazione difficilmente forma colonie.
Il suo verso più comune è un "piu", spesso ripetuto molte volte in caso di allarme.

## Distribuzione e habitat
Il corriere piccolo è un uccello migratore: nidifica d'estate principalmente in Europa e Asia, e sverna principalmente in Africa centrale, Asia meridionale e Sud-Est asiatico. La popolazione mondiale è stimata essere di alcune centinaia di migliaia di individui.
Nidifica vicino a corsi d'acqua o laghi, su terreni sabbiosi o sassosi con poca vegetazione, generalmente a bassa quota, ma occasionalmente anche fino a 2000 m. Si può trovare anche in ambienti simili creati dall'uomo, come le cave di ghiaia.

## Tassonomia
Il corriere piccolo ha tre sottospecie:
- Charadrius dubius dubius Scopoli, 1786
- Charadrius dubius curonicus Gmelin, 1789
- Charadrius dubius jerdoni (Legge, 1880)

### Specie simili
- Corriere grosso (Charadrius hiaticula): si distingue dal corriere piccolo per avere zampe arancioni, becco tozzo, maschera scura sopra le orecchie arrotondata anziché appuntita, e in volo per una evidente barra bianca lungo tutte le ali. In estate, negli adulti la base del becco è arancione, inoltre non c'è nessun anello perioculare giallo, e il nero sopra la fronte è a diretto contatto con il marrone chiaro della nuca, mentre nel corriere piccolo è separato da una striscia bianca. Il giovane di corriere grosso ha sempre un evidente sopracciglio bianco dietro l'occhio, diversamente dal giovane di corriere piccolo.[3]
- Fratino (Charadrius alexandrinus): rispetto al corriere piccolo ha il piumaggio più chiaro, la banda pettorale nera non si chiude davanti al petto. In volo anche il fratino, come il corriere grosso ma a differenza del corriere piccolo, ha una banda bianca lungo le ali. Nel fratino maschio adulto, d'estate, la nuca è colorata di rossiccio, e la mascherina facciale è differente (la fronte nera è separata dall'occhio da un sopracciglio bianco).[3]

## Conservazione
La specie è considerata a rischio minimo secondo la lista rossa IUCN. La principale minaccia per questa specie è la perdita di habitat, dovuta ad esempio alla regimazione o all'inquinamento dei corsi d'acqua.

## Galleria d'immagini

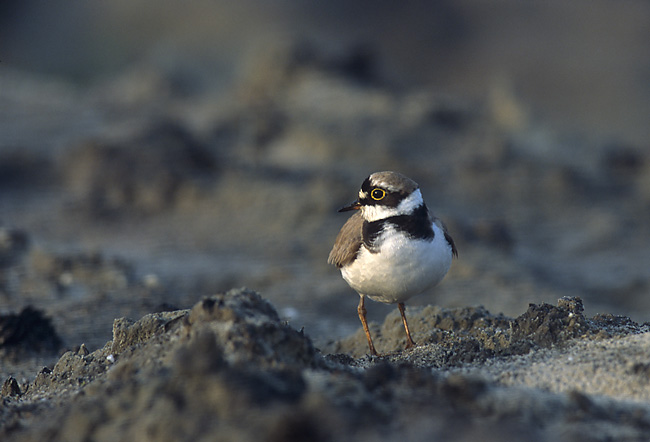
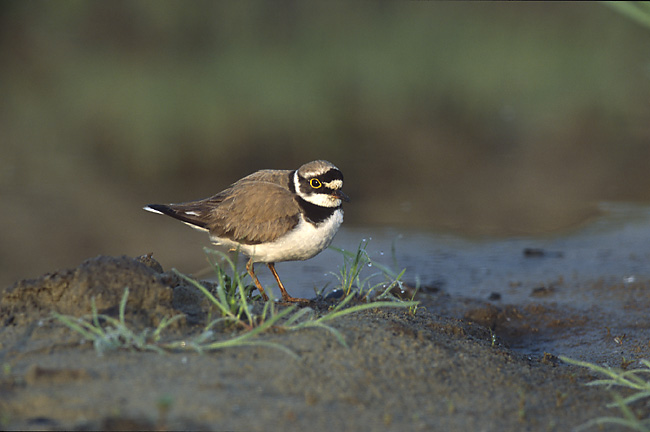
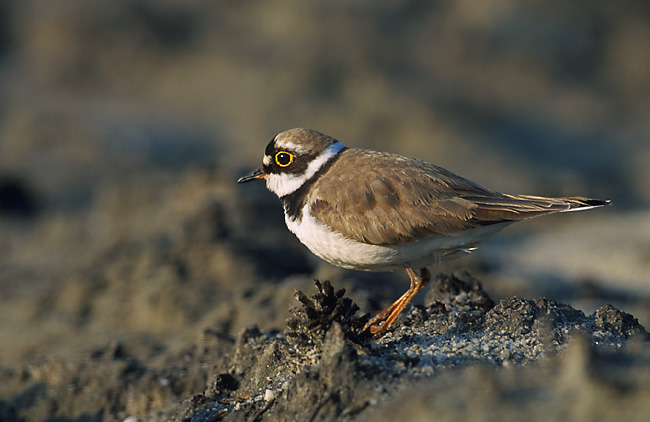
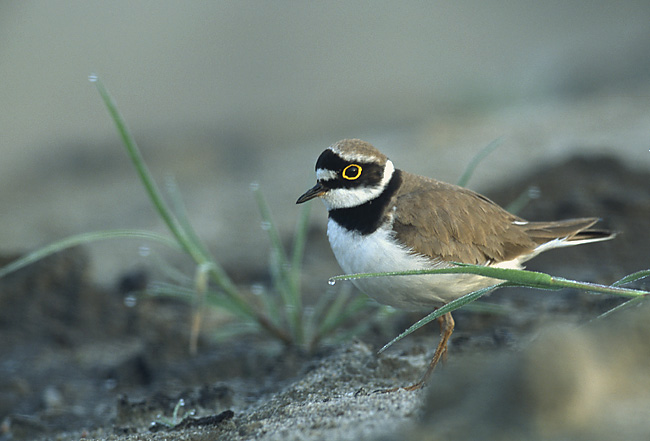
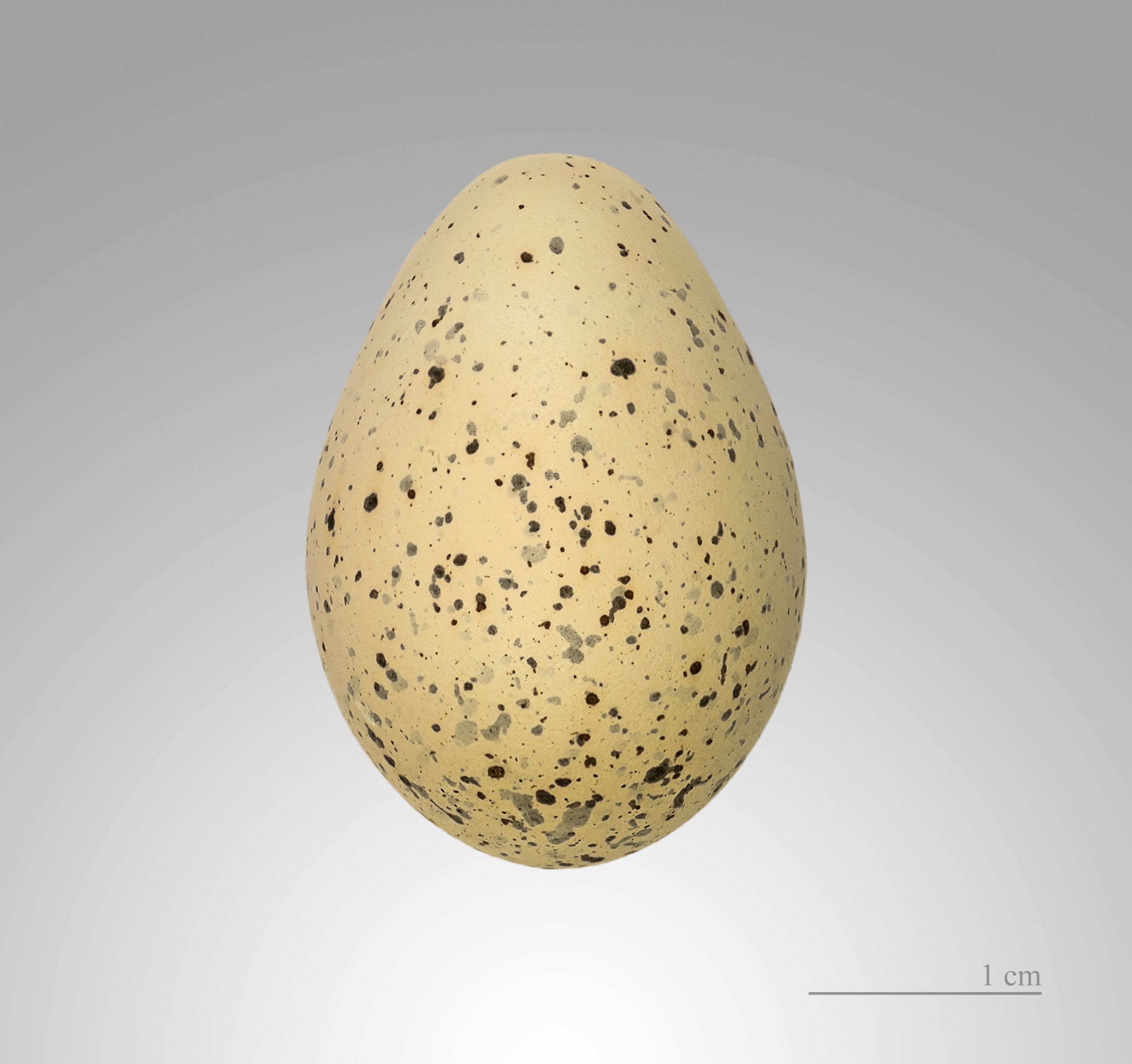